# Stella Grigorian

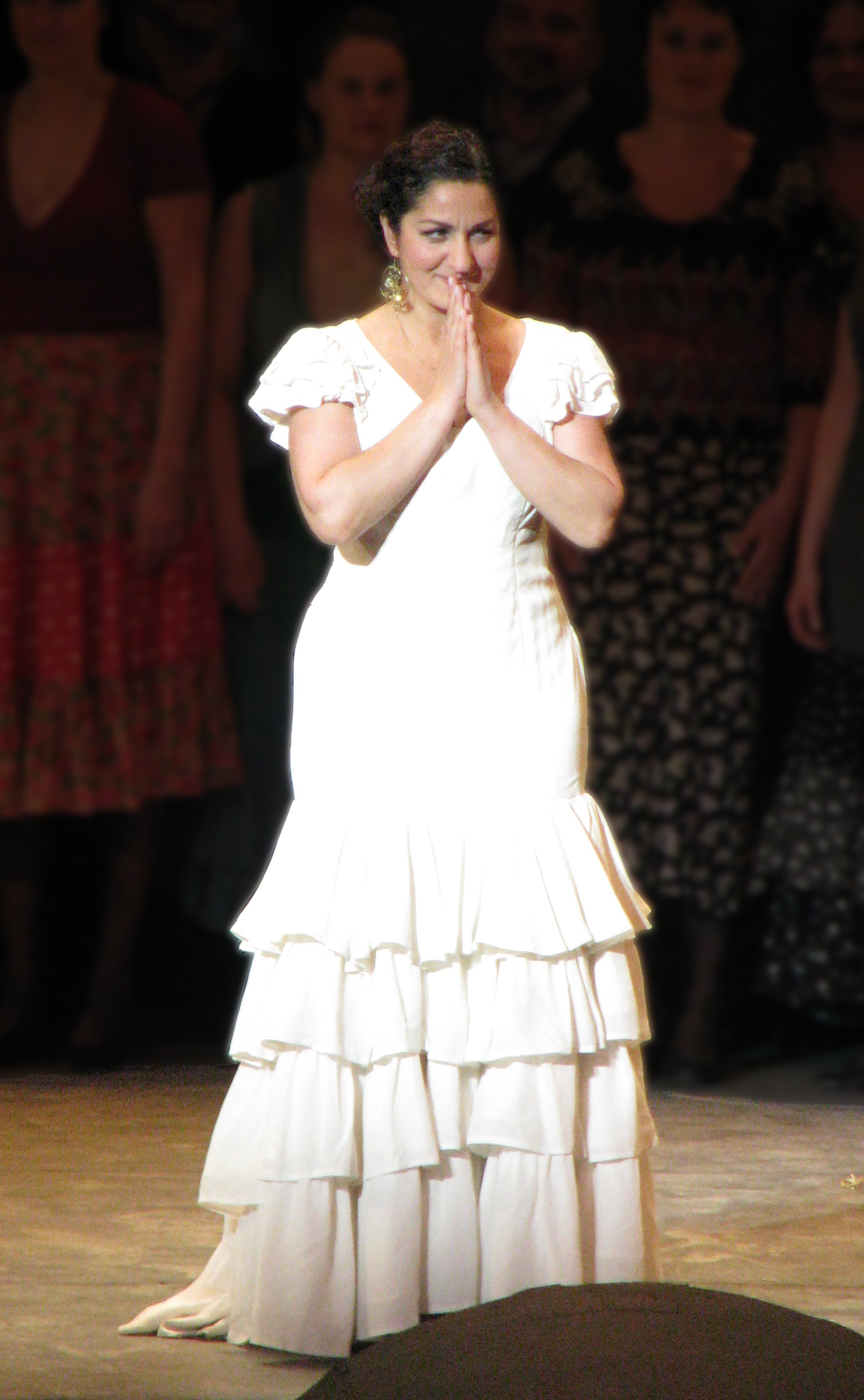
Stella Grigorian in 2010

Stella Grigorian (georgisch სტელა გრიგორიანი; * 1968 in Tiflis, Georgien) ist eine armenisch-georgische Opernsängerin (Mezzosopran).

## Leben
Nach dem Abitur studierte Stella Grigorian an der Höheren Musikschule ihrer Geburtsstadt Sologesang. Dem folgte noch ein Studium in Französisch und Spanisch (Magisterdiplom). Ihre Gesangsausbildung vervollständigte sie im Hauptfach Lied und Oper an der Kunstakademie Tiflis  und am Musikkonservatorium der Stadt Wien.
Ihr erstes professionelles Engagement erhielt sie 1998 an der Staatsoper Wien. Bis Juni 2006 gehörte sie zum festen Ensemble und wurde neben Agnes Baltsa wegen ihrer Bühnenausstrahlung zu einem Publikumsliebling. In Wien sang sie u. a. die Rosina in Der Barbier von Sevilla, die Zerlina in Don Giovanni, die Despina in Così fan tutte, die Bersi in Andrea Chénier, die Meg in Falstaff, die Pierotto in Linda di Chamounix und die Stéphano in Roméo et Juliette (Romeo und Julia (Stoff)). Zudem sang sie die Carmen in der gleichnamigen Oper von Georges Bizet. Diese Partie sang sie auch erfolgreich an der Wiener Volksoper sowie in der Spielzeit 2005/2006 in Hamburg. Im Sommer 2004 debütierte die Mezzosopranistin als Lucienne in der Oper Die tote Stadt von Erich Wolfgang Korngold bei den Salzburger Festspielen.
Stella Grigorian sang als Gast an den Opernbühnen in Ulm, Tokio, Graz, Zürich, Klagenfurt, Hamburg, Frankfurt am Main, Basel und trat als Lied- und Konzertsängerin bei Operngalas auf. Beim 3. Herbert-von-Karajan-Gedächtnis-Konzert am 6. Juni 2003 im Congress Centrum von Ulm sang sie, unter der musikalischen Leitung des Dirigenten James Allen Gähres, zusammen mit Leo Nucci und Vera Schoenenberg italienische Opernarien und Duette. Mit der Spielzeit 2006/2007 ist sie Ensemblemitglied an der Oper Frankfurt.